# بخش اندوور (شهرستان اشتابولا، اوهایو)
بخش اندوور (به انگلیسی: Andover Township) یک منطقهٔ مسکونی در ایالات متحده آمریکا است که در شهرستان آشتابولا، اوهایو واقع شده‌است.
 بخش اندوور ۶۸٫۲ کیلومتر مربع مساحت و ۲٬۷۵۳ نفر جمعیت دارد و ۳۳۰ متر بالاتر از سطح دریا واقع شده‌است.